# Keelung
Keelung of Jilong (Chinees: 基隆; pinyin: Jīlóng), historisch Tji-loeng, lokaal ook Ke-lâng genoemd, is een havenstad aan de noordoostzijde van Taiwan. Bij de volkstelling van 2020 had de stad 367.264 inwoners op een oppervlakte van 132,8 km². De agglomeratie ’Greater Taipei Area’, waar Keelung toebehoort, telt 9,8 miljoen inwoners.
Omdat het er vaak regent en de stad een belangrijke maritieme rol speelt, heeft ze als bijnaam 'regenachtige haven'. Het vormt de op een na grootste haven van het land na Kaohsiung. Bestuurlijk gezien vormt het een provinciale stad (shěngxiáshì) van de provincie Taiwan.

## Naam
De stad werd in het Engels in de 19e eeuw bekend als Keelung of Kelung en wordt ook gespeld als Chilung, Kelangh of Quelang. De Taiwanezen zelf noemen de stad Kelang (Taiwanees (POJ): Ke-lâng, Hanzi: 雞籠; "hanenkooi").
De oorsprong van de naam is onbekend. Volgens een theorie zou het kunnen zijn afgeleid van een lokale berg die de vorm had van een hanenkooi, maar waarschijnlijker wordt geacht dat de naam is afgeleid van de eerste bewoners van de regio net als bij veel andere Taiwanese steden. In dit geval waren de Ketagalan de eerste inwoners en zouden de eerste Han-bewoners "Ketagalan" kunnen hebben uitgesproken als "Ke-lâng" (fonetiek van het Zuidelijk Min).
In 1875, tijdens de heerschappij van de Qing-dynastie, werden de hanzi (Chinese karakters) van de naam veranderd naar het meer belovende 基隆 (hanyu pinyin: Jīlóng; POJ: Ki-liông; "welvarende basis"). In het Mandarijn, wat waarschijnlijk de ambtstaal van de Chinese overheid was in die tijd, werden zowel de oude als de nieuwe naam waarschijnlijk uitgesproken als Kīlóng (vandaar het Engelse "Keelung"). Onder Japanse bestuur (1895-1945) kwam de stad in het Westen bekend te staan onder de Japanse weergave van de naam: Kirun, Kiirun of Kīrun. In het huidige Standaardmandarijn, de officiële taal van Taiwan, wordt het uitgesproken als Jīlóng, hoewel de inwoners de stad nog steeds Ke-lâng noemen.

## Geschiedenis
Keelung werd gesticht door leden van de Ketagalan, een stam van Taiwanese aboriginals. Hun eerste contact met het Westen verliep via Spaanse zeevaarders. De Spanjaarden stichtten een kolonie. De VOC werd rond 1640 gelokt door verhalen over goudmijnen en mogelijke terugtrekking van de Spanjaarden. Ze sloten een verbond met de lokale bevolking uit Tamsui en kregen zodoende 500 man mee voor een aanval met ruim 200 soldaten in augustus 1641. Een poging om de Spanjaarden te doen overwegen zich over te geven mislukte en een gebrek aan kanonnen deed de Nederlanders afzien van een poging het Spaanse Fort San Salvador bij Santissima Trinidad te veroveren. Wel was de inheemse bevolking nu opgezet tegen de Spanjaarden en konden deze het fort nauwelijks nog uit. Ze versterkten het fort, maar een jaar later kwam een overmacht van 369 Nederlandse soldaten met veel geschutstukken en voerden een landing uit. Na 4 dagen viel de eerste vesting, waarna de Spanjaarden zich overgaven. Van 1642 tot 1662 en van 1664 tot 1668 werd Keelung vervolgens bestuurd door de Nederlanders als onderdeel van Nederlands Formosa. Onder Nederlands bewind werd het fort verkleind en hernoemd tot Fort Noord-Holland. De Nederlanders lieten nog drie kleine forten bouwen bij Keelung, alsook een kleine school en een kerk. Ze bevorderden verder de kolonisatie van het gebied door Chinezen uit Fujian (nadat de bewindhebbers uit Amsterdam kolonisatie vanuit Europa hadden afgewezen).
In 1661 verloren de Nederlanders korte tijd de kolonie door een aanval van de militaire bevelhebber Koxinga (Cheng Ch'eng-Kung), diegelieerd was aan de Ming-dynastie. De Nederlandse kolonialen vluchtten toen naar Dejima. In 1663 keerden ze terug en versterkten hun forten, maar nadat Fort Zeelandia viel na het verraad van Hans Jurgen Radis, viel het fort van Keelung kort erna. In 1664 werd vanuit Batavia bevolen het fort bij Santissima Trinidad opnieuw in te nemen. Het schip Niewendam werd erheen gestuurd en bouwde de verdedigingswerken weer op, zodat tegen het einde van 1665 Fort Noord-Holland weer in haar oude glorie was hersteld. Begin 1666 kwamen echter de eerste berichten over Chinese troepen en werd besloten tot een verdere versterking van het fort. Op 11 mei 1666 viel Koxinga opnieuw aan met 6.000 man troepen en viel het aan gedurende 9 dagen. De 300 verdedigers wisten 1000 van hen te doden, waarop hij zich terugtrok. Het fort werd vervolgens versterkt, maar de handel bleek niet te zijn wat die was geweest. Op 18 oktober 1668 verlieten de Nederlanders daarom het fort, na alle versterkingen te hebben opgeblazen. De Chinezen vonden de plek niet interessant en lieten deze gedurende bijna 2 eeuwen links liggen.
In 1863 liet de Qing-dynastie er een handelshaven openen. Tijdens de Keelung-campagne van het Franse leger tijdens de Chinees-Franse Oorlog werd Keelung bezet door het Franse leger op 1 oktober 1884. Verschillende slagen werden vervolgens uitgevochten tussen het Chinese Leger van Noordelijk Formosa onder leiding van Liu Ming-ch'uan en het Franse Formosa-expeditiekorps onder leiding van kolonel Jacques Duchesne. De Fransen verlieten de stad op 22 juni 1885.
Nadat het Verdrag van Shimonoseki was getekend op 8 mei 1895 en heel Formosa overging in Japanse handen, werd de stad sterk uitgebreid. Keelung werd een stad in 1920 en kwam in 1924 onder de prefectuur Taipei te staan.
In 1968 vond er een grote ontwikkeling plaats in de kolenmijnbouw.

## Demografie
| Jaar | Inwoners | Bijzonderheden                  |
| ---- | -------- | ------------------------------- |
| 1840 | 700      | niet personen, maar huishoudens |
| 1897 | 9.500    |                                 |
| 1924 | 58.000   |                                 |
| 1943 | 100.000  |                                 |
| 1944 | 92.000   | door geallieerde bombardementen |
| 1948 | 130.000  | 28.000 vastelanders immigreren  |
| 1971 | 330.000  |                                 |
| 2000 | 387.504  |                                 |
| 2010 | 384.134  |                                 |
| 2020 | 367.577  |                                 |